# Consorti dei sovrani d'Italia

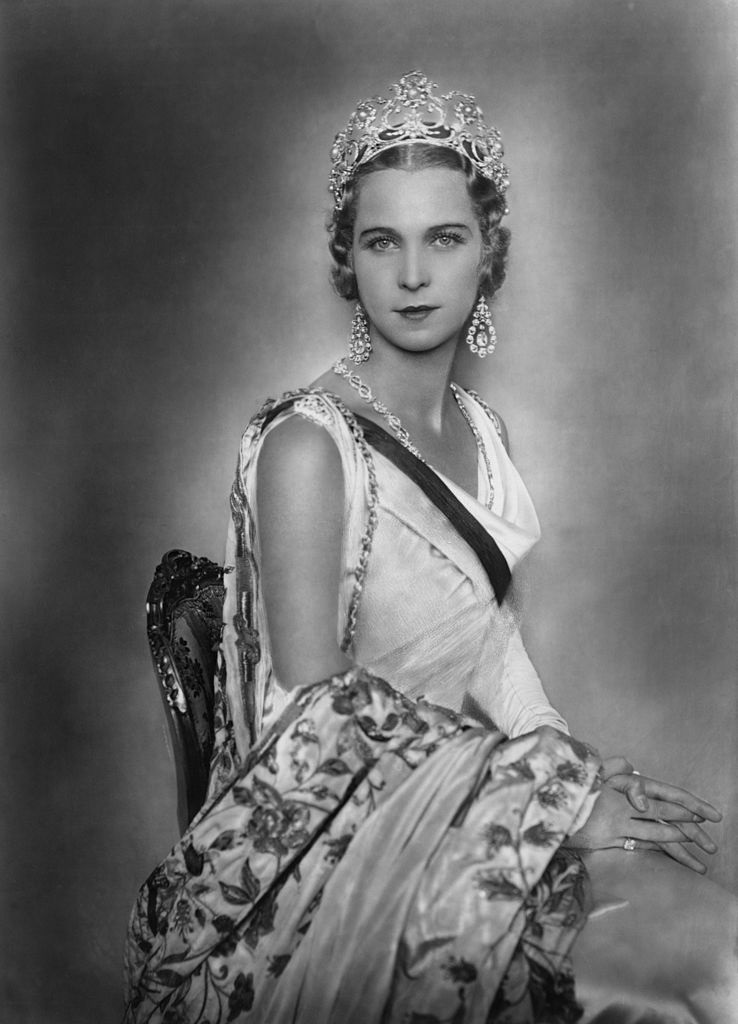
Maria Josè del Belgio, ultima regina d'Italia come moglie di Umberto II di Savoia.

Regina d'Italia (in latino: Regina Italiae) è il titolo adottato da molte spose di regnanti della penisola italiana dopo la caduta dell'Impero romano d'Occidente.

## Regine consorti d'Italia, sotto Odoacre
| Nome      | Immagine | Padre | Nascita | Matrimonio | Regno                                       | Fine regno                    | Morte | Consorte |
| --------- | -------- | ----- | ------- | ---------- | ------------------------------------------- | ----------------------------- | ----- | -------- |
| Sunigilda |          | ?     | ?       | ?          | 23 agosto 476 proclamazione a re del marito | 15 marzo 493 morte del marito | ?     | Odoacre  |

## Regine consorti d'Italia in epoca ostrogota
| Nome                                                                         | Immagine | Padre                                          | Nascita | Matrimonio | Regno | Fine regno                     | Morte       | Consorte  |
| ---------------------------------------------------------------------------- | -------- | ---------------------------------------------- | ------- | ---------- | ----- | ------------------------------ | ----------- | --------- |
| Audofleda                                                                    |          | Childerico I, re dei Franchi Salii (Merovingi) | 470     | 493        | 493   | 30 agosto 526 morte del marito | ?           | Teodorico |
| Matasunta                                                                    |          | Eutarico (Arialdingi)                          | 517     | 536        | 536   | 540 morte del marito           | dopo il 550 | Vitige    |
| Bertora di Reims                                                             |          | Teodeberto I, re di Reims (Merovingi)          | 536 ?   | 549        | 549   | 1º luglio 552 morte del marito | ?           | Totila    |
| Da questo punto in poi non sono menzionati i nomi di altre regine ostrogote. |          |                                                |         |            |       |                                |             |           |

## Regine consorti d'Italia durante il periodo longobardo
| Nome                                                                     | Immagine    | Padre                                      | Nascita | Matrimonio           | Regno                                            | Fine regno                          | Morte          | Consorte   |
| ------------------------------------------------------------------------ | ----------- | ------------------------------------------ | ------- | -------------------- | ------------------------------------------------ | ----------------------------------- | -------------- | ---------- |
| Clodosvinta dei Franchi                                                  |             | Clotario I, re dei Franchi (Merovingi)     | ?       | ?                    | ?                                                | ?                                   | ?              | Alboino    |
| Rosmunda dei Gepidi                                                      |             | Cunimondo, re dei Gepidi                   | ?       | 567                  | 567                                              | 28 giugno 572/573 morte del marito  | ?              | Alboino    |
| Teodolinda di Baviera                                                    |             | Garibaldo I, duca di Baviera (Agilolfingi) | ?       | 15 maggio 589        | 15 maggio 589                                    | 5 settembre 590 morte del marito    | 22 gennaio 627 | Autari     |
| Teodolinda di Baviera                                                    | maggio 591  | maggio 591                                 | ?       | 616 morte del marito | Agilulfo                                         |                                     | 22 gennaio 627 |            |
| Gundeperga dei Longobardi                                                |             | Autari                                     | 591     | ?                    | 626 ascesa del marito, rinchiusa in un monastero | 636 morte del marito                | ?              | Arioaldo   |
| Gundeperga dei Longobardi                                                | dopo il 636 | dopo il 636                                | 591     | 652 morte del marito | Rotari                                           |                                     | ?              |            |
| Teodota dei Longobardi                                                   |             | Ariperto I (Bavarese)                      | ?       | dopo il 662          | dopo il 662                                      | ?                                   | ?              | Grimoaldo  |
| Non vi sono altre regine consorti dei longobardi menzionate sino al 739. |             |                                            |         |                      |                                                  |                                     |                |            |
| Guntrude                                                                 |             | ?                                          | ?       | ?                    | 712 ascesa del marito                            | 744 deposizione del marito          | ?              | Liutprando |
| Tassia                                                                   |             | ?                                          | ?       | ?                    | 744 ascesa del marito                            | 749 deposizione del marito          | ?              | Ratchis    |
| Ansa                                                                     |             | Verissimo                                  | ?       | ?                    | 744 ascesa del marito                            | 5 giugno 774 deposizione del marito | ?              | Desiderio  |

## Regine consorti d'Italia
Carolingi (774 – 887) 
| Nome | Immagine | Padre                                          | Nascita | Matrimonio                                                      | Regno                                                           | Fine regno                     | Morte                           | Consorte    |
| --- | -------- | ---------------------------------------------- | ------- | --------------------------------------------------------------- | --------------------------------------------------------------- | ------------------------------ | ------------------------------- | ----------- |
| Ildegarda di Vinzgouw |          | Geroldo di Vintzgau (Agilolfingi, forse)       | 758     | 771                                                             | 5 giugno 774 incoronazione del marito a re dei Longobardi       | 30 aprile 783                  | 30 aprile 783                   | Carlo I     |
| Fastrada di Franconia |          | Rodolfo III di Franconia                       | 765     | 784 come regina consorte dei Longobardi                         | 784 come regina consorte dei Longobardi                         | 10 ottobre 794                 | 10 ottobre 794                  | Carlo I     |
| Liutgarda di Sundgau |          | Liutfredo II di Sundgau (Eticonidi)            | 776     | 794 come regina consorte dei Longobardi                         | 794 come regina consorte dei Longobardi                         | 4 giugno 800                   | 4 giugno 800                    | Carlo I     |
| Berta di Gellone |          | Guglielmo di Gellone, conte di Tolosa          | ?       | 795?                                                            | 781 come regina consorte d'Italia                               | 8 luglio 810 morte del marito  | ?                               | Pipino      |
| Cunegonda di Laon |          | ?                                              | ?       | 813                                                             | 813                                                             | 17 aprile 818 morte del marito | ?                               | Bernardo I  |
| Ermengarda di Hesbaye |          | Ingram di Hesbaye (Hesbaye)                    | c.778   | fra il 794 ed il 798                                            | primavera 818                                                   | 3 ottobre 818                  | 3 ottobre 818                   | Ludovico I  |
| Giuditta di Baviera |          | Guelfo I (Welfen)                              | 800/805 | 819                                                             | 819                                                             | 20 giugno 840                  | 19 aprile 843                   | Ludovico I  |
| Ermengarda di Tours |          | Ugo di Tours (Eticonidi)                       | 804     | 15 ottobre 821 come sola regina 15 giugno 844 come regina madre | 15 ottobre 821 come sola regina 15 giugno 844 come regina madre | 20 marzo 851                   | 20 marzo 851                    | Lotario I   |
| Engelberga d'Alsazia |          | Adelchi I, conte di Parma (Supponidi)          | 830     | 5 ottobre 851                                                   | 5 ottobre 851                                                   | 12 agosto 875 morte del marito | 896/901                         | Ludovico II |
| Richilde di Provenza |          | Bivin di Gorze, conte della Ardenne (Bosonidi) | 845     | 870                                                             | 12 agosto 875 ascesa del marito                                 | 6 ottobre 877 morte del marito | 2 giugno 910                    | Carlo II    |
| Riccarda di Svevia |          | Ercangerio, conte di Nordgau (Ahalolfingi)     | 840     | 1º agosto 862                                                   | 879 ascesa del marito                                           | 887 morte del marito           | 18 settembre, tra l'894 e l'896 | Carlo III   |
| Dopo l'887, l'Italia si trova in un periodo di instabilità politica, con molti re che reclamano il trono simultaneamente. |          |                                                |         |                                                                 |                                                                 |                                |                                 |             |

 Unrochingi (887 – 924) 
| Nome               | Immagine | Padre                             | Nascita | Matrimonio       | Regno                             | Fine regno                    | Morte              | Consorte     |
| ------------------ | -------- | --------------------------------- | ------- | ---------------- | --------------------------------- | ----------------------------- | ------------------ | ------------ |
| Bertila di Spoleto |          | Suppone II di Spoleto (Supponidi) | 860     | 880              | 26 dicembre 887 ascesa del marito | dicembre 915                  | dicembre 915       | Berengario I |
| Anna di Provenza   |          | Ludovico il Cieco (Bosonidi)      | -       | dal dicembre 915 | dal dicembre 915                  | 7 aprile 924 morte del marito | dopo il maggio 930 | Berengario I |

 Guideschi (889 – 896) 
| Nome                   | Immagine | Padre                          | Nascita | Matrimonio                              | Regno                        | Fine regno                       | Morte         | Consorte |
| ---------------------- | -------- | ------------------------------ | ------- | --------------------------------------- | ---------------------------- | -------------------------------- | ------------- | -------- |
| Ageltrude di Benevento |          | Adelchi, principe di Benevento | ?       | all'inizio degli anni '80 del IX secolo | 889 incoronazione del marito | 12 dicembre 894 morte del marito | 27 agosto 923 | Guido    |

 Carolingi (896 – 899) 
| Nome           | Immagine | Padre                                  | Nascita | Matrimonio                | Regno                                    | Fine regno                      | Morte                   | Consorte |
| -------------- | -------- | -------------------------------------- | ------- | ------------------------- | ---------------------------------------- | ------------------------------- | ----------------------- | -------- |
| Ota di Baviera |          | Berengario I di Neustria (Corradinidi) | 874     | prima della fine dell'888 | 22 febbraio 896 incoronazione del marito | 8 dicembre 899 morte del marito | dopo il 30 novembre 903 | Arnolfo  |

 Bosonidi (900 – 905) 
| Nome                   | Immagine | Padre                         | Nascita | Matrimonio     | Regno                                   | Fine regno                                             | Morte | Consorte     |
| ---------------------- | -------- | ----------------------------- | ------- | -------------- | --------------------------------------- | ------------------------------------------------------ | ----- | ------------ |
| Anna di Costantinopoli |          | Leone VI il Saggio (Macedoni) | 885     | attorno al 900 | 12 ottobre 900 incoronazione del marito | 21 luglio 905 abbandono dei titoli da parte del marito | 912   | Ludovico III |

 Guelfi (922 – 926) 
| Nome            | Immagine | Padre                               | Nascita | Matrimonio | Regno                        | Fine regno                                                              | Morte                 | Consorte |
| --------------- | -------- | ----------------------------------- | ------- | ---------- | ---------------------------- | ----------------------------------------------------------------------- | --------------------- | -------- |
| Berta di Svevia |          | Burcardo II di Svevia (Burcardingi) | 907     | 922        | 922 incoronazione del marito | 926 deposizione del marito 933 abbandono dei titoli da parte del marito | dopo il 2 gennaio 966 | Rodolfo  |

 Bosonidi (926 – 950) 
| Nome                 | Immagine | Padre                                                   | Nascita | Matrimonio      | Regno                                  | Fine regno                                               | Morte                 | Consorte   |
| -------------------- | -------- | ------------------------------------------------------- | ------- | --------------- | -------------------------------------- | -------------------------------------------------------- | --------------------- | ---------- |
| Alda (o Hilda)       |          | un germanico                                            | ?       | dopo il 924     | dopo il 924                            | prima del 932 matrimonio annullato                       | ?                     | Ugo        |
| Marozia              |          | Teofilatto di Tuscolo (Tusculani)                       | 890     | 932             | 932                                    | dicembre 932 933 esilio del marito e suo imprigionamento | 932/937               | Ugo        |
| Berta di Svevia      |          | Burcardo II di Svevia (Burcardingi)                     | 907     | 12 dicembre 937 | 12 dicembre 937                        | 10 aprile 948 morte del marito                           | dopo il 2 gennaio 966 | Ugo        |
| Adelaide di Borgogna |          | Rodolfo II di Borgogna (Vecchi Welfen, ramo borgognone) | 931     | 12 dicembre 947 | 10 aprile 948 incoronazione del marito | 22 novembre 950 morte del marito                         | 16 dicembre 999       | Lotario II |

 Anscarici (950 – 963) 
| Nome               | Immagine | Padre                     | Nascita | Matrimonio | Regno                                    | Fine regno                     | Morte               | Consorte      |
| ------------------ | -------- | ------------------------- | ------- | ---------- | ---------------------------------------- | ------------------------------ | ------------------- | ------------- |
| Willa III d'Arles  |          | Bosone d'Arles (Bosonidi) | 910     | 930/931    | 15 dicembre 950 incoronazione del marito | 953 imprigionamento del marito | 963/dopo il 966     | Berengario II |
| Gerberga di Châlon |          | Lamberto di Châlon        | 945     | 960/62     | 960/62                                   | 963 deposizione del marito     | 11 dicembre 986/991 | Adalberto     |

 Ottonidi (951 – 1002) 
Nel 951 Ottone I di Sassonia invase l'Italia e venne incoronato "Re dei Longobardi". Nel 952 Berengario II e Adalberto II divennero vassalli ma rimasero re sino a quando non vennero deposti da Ottone.
| Nome                      | Immagine | Padre                                                   | Nascita | Matrimonio    | Regno         | Fine regno                      | Morte           | Consorte  |
| ------------------------- | -------- | ------------------------------------------------------- | ------- | ------------- | ------------- | ------------------------------- | --------------- | --------- |
| Adelaide di Borgogna      |          | Rodolfo II di Borgogna (Vecchi Welfen, ramo borgognone) | 931     | 951           | 951           | 7 maggio 973 morte del marito   | 16 dicembre 999 | Ottone I  |
| Teofano di Costantinopoli |          | Constantino Skleros                                     | 960     | 14 aprile 972 | 14 aprile 972 | 7 dicembre 983 morte del marito | 15 giugno 991   | Ottone II |

 Anscarici (1002 – 1014) 
| Nome          | Immagine | Padre                  | Nascita | Matrimonio     | Regno                     | Fine regno                              | Morte          | Consorte |
| ------------- | -------- | ---------------------- | ------- | -------------- | ------------------------- | --------------------------------------- | -------------- | -------- |
| Berta di Luni |          | Oberto II (Obertenghi) | ?       | prima del 1000 | c. 1002 ascesa del marito | c. 1014 il marito rinuncia alla pretesa | 14 maggio 1015 | Arduino  |

## Regine consorti d'Italia nel Sacro Romano Impero
Dopo la breve interruzione di Arduino d'Ivrea e dopo la restaurazione dei sacri romani imperatori come soli titolari del trono del regno d'Italia, il titolo divenne appannaggio fisso delle imperatrici consorti del Sacro Romano Impero.
 Ottonidi (1004 – 1024) 
| Nome                     | Immagine | Padre                                 | Nascita | Matrimonio | Regno                                   | Fine regno                      | Morte        | Consorte  |
| ------------------------ | -------- | ------------------------------------- | ------- | ---------- | --------------------------------------- | ------------------------------- | ------------ | --------- |
| Cunegonda di Lussemburgo |          | Sigfrido di Lussemburgo (Lussemburgo) | 975     | 1000       | 14 maggio 1004 incoronazione del marito | 13 luglio 1024 morte del marito | 3 marzo 1033 | Enrico II |

 Salii (1026 – 1125) 
| Immagine              | Nome | Padre                                        | Nascita           | Matrimonio       | Regno                                                 | Fine regno                         | Morte             | Consorte               |
| --------------------- | ---- | -------------------------------------------- | ----------------- | ---------------- | ----------------------------------------------------- | ---------------------------------- | ----------------- | ---------------------- |
| Gisella di Svevia     |      | Ermanno II di Svevia (Corradinidi)           | 11 novembre 995   | 1016             | 1026 incoronazione del marito a re d'Italia           | 4 giugno 1039 morte del marito     | 14 febbraio 1043  | Corrado II il Salico   |
| Agnese di Poitou      |      | Guglielmo V di Aquitania (Ramnulfidi)        | 1025              | 21 novembre 1043 | 21 novembre 1043                                      | 5 ottobre 1056 morte del marito    | 14 dicembre 1077  | Enrico III il Nero     |
| Berta di Savoia       |      | Oddone di Savoia (Savoia)                    | 21 settembre 1051 | 13 luglio 1066   | 25 giugno 1080 incoronazione del marito a re d'Italia | 27 dicembre 1087                   | 27 dicembre 1087  | Enrico IV di Franconia |
| Adelaide di Kiev      |      | Vsevolod I, Gran Principe di Kiev (Rurikidi) | 1071              | 14 agosto 1089   | 14 agosto 1089                                        | 1093 incoronazione del figliastro  | 20 luglio 1109    | Enrico IV di Franconia |
| Costanza di Sicilia   |      | Ruggero I di Sicilia (Altavilla)             | 1077–1086         | 1095             | 1095                                                  | aprile 1098 deposizione del marito | 1138              | Corrado di Lorena      |
| Matilde d'Inghilterra |      | Enrico I d'Inghilterra (Normanni)            | 7 febbraio 1101   | 7 gennaio 1114   | 7 gennaio 1114                                        | 23 maggio 1125 morte del marito    | 10 settembre 1167 | Enrico V di Franconia  |

 Supplinburgo (1128 – 1137) 
| Nome                 | Immagine | Padre                       | Nascita | Matrimonio | Regno                                       | Fine regno                       | Morte          | Consorte                   |
| -------------------- | -------- | --------------------------- | ------- | ---------- | ------------------------------------------- | -------------------------------- | -------------- | -------------------------- |
| Richenza di Northeim |          | Enrico di Frisia (Northeim) | 1087/89 | 1100       | 1128 incoronazione del marito a re d'Italia | 4 dicembre 1137 morte del marito | 10 giugno 1141 | Lotario II di Supplimburgo |

 Hohenstaufen (1154 – 1197) 
| Nome                 | Immagine | Padre                               | Nascita         | Matrimonio      | Regno                                                | Fine regno                         | Morte            | Consorte            |
| -------------------- | -------- | ----------------------------------- | --------------- | --------------- | ---------------------------------------------------- | ---------------------------------- | ---------------- | ------------------- |
| Beatrice di Borgogna |          | Rinaldo III di Borgogna (Anscarici) | 1148            | 9 giugno 1156   | 9 giugno 1156                                        | 15 novembre 1184                   | 15 novembre 1184 | Federico Barbarossa |
| Costanza d'Altavilla |          | Ruggero II di Sicilia (Altavilla)   | 2 novembre 1154 | 27 gennaio 1186 | 14 aprile 1191 incoronazione del marito a Imperatore | 28 settembre 1197 morte del marito | 27 novembre 1198 | Enrico VI di Svevia |

 Guelfi (1208 – 1215) 
| Nome               | Immagine | Padre                            | Nascita            | Matrimonio             | Regno                  | Fine regno                           | Morte                  | Consorte               |
| ------------------ | -------- | -------------------------------- | ------------------ | ---------------------- | ---------------------- | ------------------------------------ | ---------------------- | ---------------------- |
| Beatrice di Svevia |          | Filippo di Svevia (Hohenstaufen) | aprile/giugno 1198 | 23 luglio 1212         | 23 luglio 1212         | 11 agosto 1212                       | 11 agosto 1212         | Ottone IV di Brunswick |
| Maria di Brabante  |          | Enrico I di Brabante (Reginar)   | 1190               | dopo il 19 maggio 1214 | dopo il 19 maggio 1214 | 5 luglio 1215 deposizione del marito | 9 marzo/14 giugno 1260 | Ottone IV di Brunswick |

 Hohenstaufen (1212 – 1250) 
| Nome                   | Immagine | Padre                                             | Nascita | Matrimonio                 | Regno | Fine regno                 | Morte            | Consorte              |
| ---------------------- | -------- | ------------------------------------------------- | ------- | -------------------------- | --- | -------------------------- | ---------------- | --------------------- |
| Costanza d'Aragona     |          | Alfonso II d'Aragona (Barcellona)                 | 1179    | 5 agosto 1209              | 9 dicembre 1212 incoronazione del marito a Re dei Romani 22 novembre 1220 incoronazione del marito a Imperatore | 23 giugno 1222             | 23 giugno 1222   | Federico II di Svevia |
| Iolanda di Gerusalemme |          | Giovanni di Brienne, re di Gerusalemme (Brienne)  | 1212    | 9 novembre 1225            | 9 novembre 1225                                                                                                 | 25 aprile 1228             | 25 aprile 1228   | Federico II di Svevia |
| Isabella d'Inghilterra |          | Giovanni d'Inghilterra (Plantageneti)             | 1214    | 15/20 luglio 1235          | 15/20 luglio 1235                                                                                               | 1º dicembre 1241           | 1º dicembre 1241 | Federico II di Svevia |
| Bianca Lancia          |          | un figlio di Manfredi I Lancia (Aleramici-Lancia) | c. 1200 | c. 1244? matrimonio dubbio | c. 1244? matrimonio dubbio                                                                                      | c. 1244? matrimonio dubbio | c. 1244          | Federico II di Svevia |

 Lussemburgo (1308 – 1313) 
| Nome                   | Immagine | Padre                            | Nascita        | Matrimonio    | Regno | Fine regno       | Morte            | Consorte                  |
| ---------------------- | -------- | -------------------------------- | -------------- | ------------- | --- | ---------------- | ---------------- | ------------------------- |
| Margherita di Brabante |          | Giovanni I di Brabante (Reginar) | 4 ottobre 1276 | 9 luglio 1292 | 27 novembre 1308 incoronazione del marito a Re dei Romani 6 gennaio 1311 incoronazione del marito a re d'Italia | 14 dicembre 1311 | 14 dicembre 1311 | Enrico VII di Lussemburgo |

 Wittelsbach (1327 – 1347) 
| Nome                     | Immagine | Padre                                     | Nascita | Matrimonio       | Regno                                                  | Fine regno                       | Morte          | Consorte           |
| ------------------------ | -------- | ----------------------------------------- | ------- | ---------------- | ------------------------------------------------------ | -------------------------------- | -------------- | ------------------ |
| Margherita II di Hainaut |          | Guglielmo I di Hainaut (Conti di Hainaut) | c. 1311 | 26 febbraio 1324 | 23 ottobre 1327 incoronazione del marito a re d'Italia | 11 ottobre 1347 morte del marito | 23 giugno 1356 | Ludovico il Bavaro |

 Lussemburgo (1355 – 1437) 
| Nome                    | Immagine | Padre                                        | Nascita   | Matrimonio     | Regno | Fine regno                        | Morte            | Consorte                  |
| ----------------------- | -------- | -------------------------------------------- | --------- | -------------- | --- | --------------------------------- | ---------------- | ------------------------- |
| Anna di Schweidnitz     |          | Enrico II di Schweidnitz (Piast)             | c. 1339   | 27 maggio 1353 | gennaio 1355 incoronazione del marito a re d'Italia | 11 luglio 1362                    | 11 luglio 1362   | Carlo IV di Lussemburgo   |
| Elisabetta di Pomerania |          | Boghislao V di Pomerania (Pomerania-Wolgast) | c. 1347   | 21 maggio 1363 | 21 maggio 1363 | 29 novembre 1378 morte del marito | 14 febbraio 1393 | Carlo IV di Lussemburgo   |
| Barbara di Cilli        |          | Ermanno II di Cilli (Cilli)                  | 1390/1395 | 1408           | 21 luglio 1411 elezione del marito a Imperatore 25 novembre 1431 incoronazione del marito a Re d'Italia 31 maggio 1433 incoronazione del marito a Imperatore | 9 dicembre 1437 morte del marito  | 11 luglio 1451   | Sigismondo di Lussemburgo |

 Asburgo (1437 – 1556) 
| Nome | Immagine | Padre                           | Nascita           | Matrimonio    | Regno                                                  | Fine regno       | Morte            | Consorte               |
| --- | -------- | ------------------------------- | ----------------- | ------------- | ------------------------------------------------------ | ---------------- | ---------------- | ---------------------- |
| Eleonora del Portogallo |          | Edoardo del Portogallo (Aviz)   | 18 settembre 1434 | 16 marzo 1452 | 19 marzo 1452 incoronazione del marito a Imperatore    | 3 settembre 1467 | 3 settembre 1467 | Federico III d'Asburgo |
| Isabella del Portogallo |          | Manuele I del Portogallo (Aviz) | 23 ottobre 1503   | 10 marzo 1526 | 24 febbraio 1530 incoronazione del marito a Imperatore | 1º maggio 1539   | 1º maggio 1539   | Carlo V d'Asburgo      |
| Ferdinando I d'Asburgo ed i suoi successori continuarono ad utilizzare il titolo di Re d'Italia pur non venendone mai effettivamente incoronati. |          |                                 |                   |               |                                                        |                  |                  |                        |

## Regno d'Italia (1805-1814)
In seguito all'incoronazione di Napoleone I a re d'Italia avvenuta il 26 maggio 1805 il titolo di regina fu ereditato dalle sue consorti fino alla sua abdicazione nel 1814.
 Bonaparte (1805 – 1814) 
| Nome                      | Immagine | Padre                                                        | Nascita          | Matrimonio     | Regno                            | Fine regno                           | Morte            | Consorte    |
| ------------------------- | -------- | ------------------------------------------------------------ | ---------------- | -------------- | -------------------------------- | ------------------------------------ | ---------------- | ----------- |
| Giuseppina di Beauharnais |          | Joseph-Gaspard Tascher de la Pagerie (Tascher de La Pagerie) | 23 giugno 1763   | 9 marzo 1796   | 26 maggio 1805 ascesa del marito | 10 gennaio 1810 divorzio             | 29 maggio 1814   | Napoleone I |
| Maria Luisa d'Austria     |          | Francesco I d'Austria (Asburgo-Lorena)                       | 12 dicembre 1791 | 1º aprile 1810 | 1º aprile 1810                   | 6 aprile 1814 abdicazione del marito | 17 dicembre 1841 | Napoleone I |

## Regno d'Italia (1861-1946)
Con il Congresso di Vienna del 1814 l'Italia fu divisa in diversi stati, ognuno retto da una monarchia diversa. Il titolo di regina consorte d'Italia verrà ripristinato dai Savoia solo in seguito all'Unità d'Italia nel 1861.

### Savoia (1861 – 1946)
Vittorio Emanuele II di Savoia ebbe due mogli. La prima, Maria Adelaide d'Austria, morì prima dell'Unità d'Italia, quindi non acquistò mai il titolo di regina consorte d'Italia. La seconda, Rosa Vercellana, si unì a Vittorio Emanuele II con un matrimonio morganatico, quindi non acquistò neppure lei il titolo regio. 
| Nome                  | Immagine | Padre                                         | Nascita          | Matrimonio      | Regno                            | Fine regno                                | Morte            | Consorte              |
| --------------------- | -------- | --------------------------------------------- | ---------------- | --------------- | -------------------------------- | ----------------------------------------- | ---------------- | --------------------- |
| Margherita di Savoia  |          | Ferdinando di Savoia-Genova (Savoia-Genova)   | 20 novembre 1851 | 21 aprile 1868  | 9 gennaio 1878 ascesa del marito | 29 luglio 1900 morte del marito           | 4 gennaio 1926   | Umberto I             |
| Elena del Montenegro  |          | Nicola I del Montenegro (Petrović-Njegoš)     | 8 gennaio 1873   | 24 ottobre 1896 | 29 luglio 1900 ascesa del marito | 9 maggio 1946 abdicazione del marito      | 28 novembre 1952 | Vittorio Emanuele III |
| Maria José del Belgio |          | Alberto I del Belgio (Sassonia-Coburgo-Gotha) | 4 agosto 1906    | 8 gennaio 1930  | 9 maggio 1946 ascesa del marito  | 18 giugno 1946 abolizione della monarchia | 27 gennaio 2001  | Umberto II            |

## Titoli in pretesa
Dopo l'abolizione della monarchia Maria José fu regina titolare fino alla morte del marito avvenuta nel 1983.
Dal 2001 il titolo di re e regina d'Italia è oggetto di contesa tra il ramo diretto di Casa Savoia e quello dei Savoia-Aosta.